# Frank X. Leyendecker

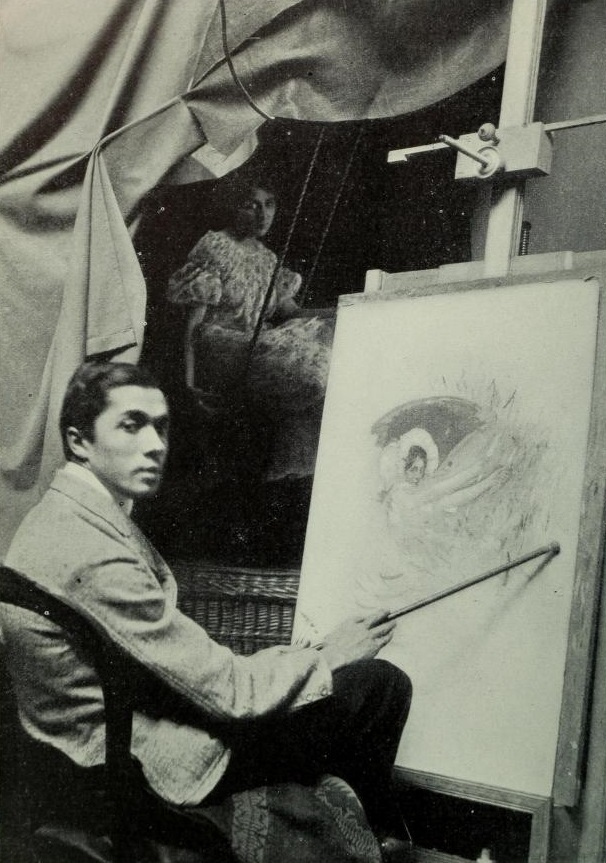

Frank Xavier Leyendecker (18 de abril de 1876-1924) fue un ilustrador norteamericano de gran talento, hermano menor del conocido Joseph Christian Leyendecker. No logró –sin embargo- tener la repercusión ni el éxito de su hermano. La mayoría de su vida trabajó en el estudio artístico de este, primero en la ciudad de Chicago y luego en la ciudad de Nueva York.
Nació en Alemania pero a corta edad –en 1882- su familia se mudaría a vivir a Estados Unidos. Luego estudiaría en la Academia Julian de Arte (Academie Julian) en París.
Sus ilustraciones incluyen trabajos para afiches, revistas (Vanity Fair, Saturday Evening Post, Vogue) y publicidades comerciales (Palmolive, Howard Watches, Willy's Motors). También es conocido por obras realizadas en vitral.
Jamás pudo superar la depresión que le producía estar a la sombra de su hermano, quien de todos modos le prestaba gran ayuda y sostén. Frank X. Leyendecker se volvió alcohólico y adicto a las drogas. Finalmente falleció por una sobredosis.